# Micrandra sprucei
Micrandra sprucei là một loài thực vật có hoa trong họ Đại kích. Loài này được (Müll.Arg.) R.E.Schult. mô tả khoa học đầu tiên năm 1952.